# BR-415

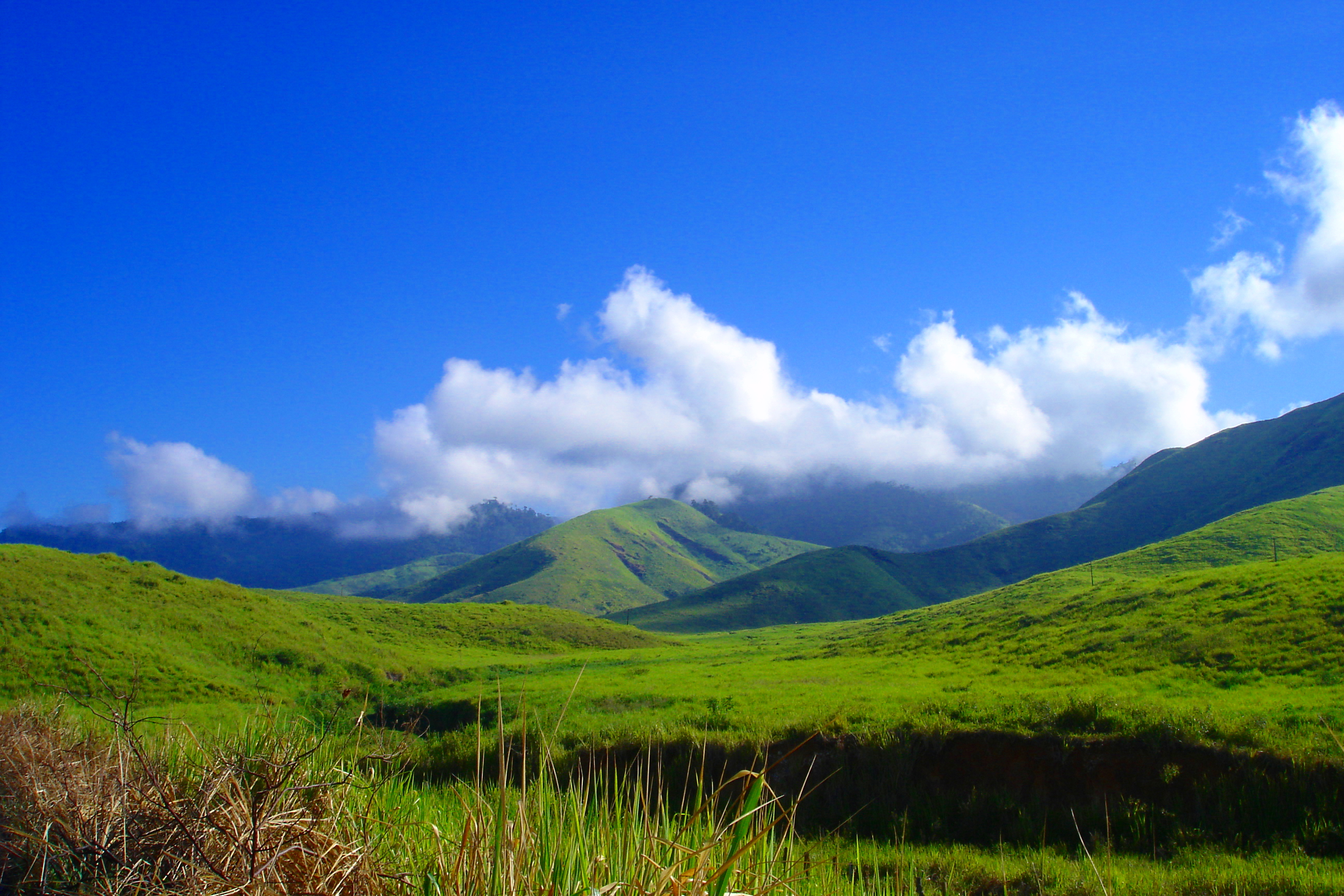
Paisagem vista do acostamento da BR-415, no trecho compreendido como "Serra do Marçal", próximo à cidade de Vitória da Conquista/BA.

A BR-415 é uma rodovia federal do Brasil localizada na porção sudeste da Bahia. Liga Vitória da Conquista à Costa do Cacau (Ilhéus e Itabuna), conectando as duas principais rodovias brasileiras, a BR-116, em Vitória da Conquista à BR-101 em Itabuna, além da BA-001, rodovia estadual que margeia o litoral baiano em Ilhéus. Porém, no trecho compreendido entre Ilhéus e Itabuna o movimento é intenso devido a presença de muitas carretas bitrem que descarregam soja oriunda do Oeste Baiano no porto de Ilhéus, da existência da CEPLAC - Comissão Executiva do Plano da Lavoura Cacaueira, das cidades que ficam às margens da rodovia, como: Teotônio Vilela, Vila Nazaré, Banco da Vitória e Salobrinho este último que abriga a UESC - Universidade Estadual de Santa Cruz, além do alto índice de acidentes que ocorrem neste percurso de 33 km. O motorista também deve ficar atento a região da Serra do Marçal, próximo a Vitória da Conquista, pois é um trecho muito sinuoso e íngreme com várias curvas perigosas.
É uma rodovia circundada por uma grande quantidade de vegetação oriunda do bioma Mata Atlântica.
O trecho entre Ilhéus e Itabuna (Rodovia Ilhéus-Itabuna) será duplicado e tratado como avenida urbana, uma vez que às suas margens grandes empreendimentos estão instalados ou em fase de implantação (UESC, IFBA, UFESBA, Hospital Regional da Costa do Cacau).